# 조선 토지 조사 사업
조선(대한제국 시기) 토지 조사 사업(朝鮮土地調査事業)은 1910년부터 1918년까지 일본이 시발의 식민지적 토지 소유 관계를 확립하기 위하여 시행한 대규모 조사 사업이다.
짧게 간추려서 이야기 하자면, 대한 제국의 국권을 강제로 빼앗은 일제는 한국인들을 지배하고자 조선총독부라는 통치 기구를 만들었다.이때, 군대 안 경찰인 헌병들에게 한국인들을 감시하게 하며 독립운동을 탄압하기 시작했다. 심지어는 토지 신고 한번으로 헌병들이 땅의 주인이 아니라며 땅을 빼았겼다고 한다.

## 사업의 배경
한국의 토지 제도는 원칙적으로 국유제로서 각 관청이나 관리에게 준 사전도 토지의 수조권을 이양한 데 불과하며 경작권도 농민이 가지고 있어서 토지의 근대적인 소유 관계는 없었다.
따라서 수조권을 가진 지배 계급과 경작권의 소유자인 농민은 다같이 그 토지를 자기의 소유로 생각하고 특히 토지가 공동체의 소유인 경우에는 공동체의 구성원 전체가 자기의 토지라는 생각을 가지고 있었다.
이러한 현상은 자본주의의 세례를 받은 일본인에게는 곤란한 일이었으니 토지를 사려해도 소유자가 명확치 않아 누구를 상대해야 할지를 몰랐고, 더욱이 소유를 증명할 문서가 구비되지 않았으며 면적의 단위와 경계선도 명백하지 않았다. 이와 같이 애매하고 혼란한 재래의 토지 소유의 관계를 정리·개편함은 일본이 한국에서 식민지 정책을 수행하는 데 무엇보다도 앞서야 할 필수조건이었다.
따라서 근대적 토지소유권의 확립을 목표로 일본은 이미 1905년 통감부 정치의 출현과 더불어 그 기초 사업을 착수하는 한편 이듬해부터는 외국인의 토지소유를 법적으로 확인하는 토지가옥증명규칙·토지가옥저당규칙을 반포, 토지 가옥의 매매·저당·교환·증여에 대한 법적 기초를 만들었다.
이러한 준비를 거친 후 1910년 초에는 우리 정부내에 토지조사국을 설치, 토지 조사 사업의 단서를 확립하고 한일 병합이 되자 토지조사국을 조선총독부 임시 토지조사국으로 개칭하여 본격적인 사업을 시작하였다.

## 사업의 진행 과정
1912년에는 토지조사령을 공포하여 사업을 촉진시키는 한편 보증을 도모하고 같은 해 발표된 조선민사령은 자본주의를 토대로 한 일본 민법을 적용하는 것이었다. 이와 같은 자본주의적 사유권의 확립, 근대적 토지사유제도의 법적 조치를 토대로 하여 토지의 소재·가격 등의 조사, 측량을 시행한 토지 조사 사업은 1918년까지 장구한 시일을 요하면서 일단 끝을 맺었다.
토지조사령에 규정한 토지조사의 방법은 우선
- 토지 소유자는 총독부가 정한 기일내에 주소·성명, 소유지의 명칭, 소재지의 지목·번호·목표·등급·지적·결수를 토지조사국에 신고하게 하고,

- 이에 따라 면·동·이장의 입회하에 토지를 답사, 요소에 푯말을 세워 약도를 그리고 각 지방의 토지제도·관습 기타의 모든 상황을 조사하여 소유권 사정의 자료를 삼는다.

- 이 같은 예비조사가 끝나면 지주·지주대표·동장·이장의 입회하에 각 토지의 경계·지목·지주를 조사, 개황도를 만들어 세부측도의 준비를 하고 토지의 품질을 정한다.

- 개항도에 의하여 기술자를 동원, 토지의 형상·면적을 측정하여 지적도를 만들고 다시 지적도의 정확성을 기하기 위하여 학술적인 방법으로 삼각측량을 실시한다.

- 임시 조사국장은 지방의 유지들로 구성된 지방토지조사위원회를 조직케 하여 조사가 끝난 지방의 적부를 심사케 한 후 토지 대장을 만들어 토지의 소재·지목·번호·면적·지주 등을 등록케 한다.

- 이러한 과정을 통하여 장부를 정리한 다음 지권을 발행, 지주에게 주고 토지소유권의 증명을 삼는다.

- 지주는 지권에 따라 소유지의 4방에 푯말을 세워 경계선을 명백히 한다는 것 등이 중요한 골자이다.

## 문제점
흔히 거론되는 토지조사사업의 문제점으로는 "일제는 일반 농민들이나 지주들이 토지의 소유권을 주장하려면 일정한 기간 내에 관청에 신고하도록 규정하였는데, 대부분의 농민들은 글을 몰랐던 것은 물론이고 신고제 자체에 대한 정보조차 제대로 통보받지 못했다. 당연히 많은 농민들은 신고 기간을 놓쳐버리기 일쑤였고, 아울러 지주들이 농민의 땅을 자신의 땅이라고 신고하는 일마저 있었다. 따라서 토지 소유권은 일제 및 소수 지주에게 넘어가고 다수의 농민들은 땅을 뺏겼다."라는 것이다. 이는 과거 신용하 교수의 '조선토지조사사업연구'(지식산업사)에서 완성된 주장이다.
그러나 결수연명부, 토지신고서 작성으로 이어지는 몇 번의 신고가 있었던 데다가 일제가 토지조사사업 신고 절차를 끈덕지게 홍보했기 때문에 당시의 농민들이 신고에 의한 토지소유권의 확정이라는 사실을 몰랐다고 보기는 곤란하다. 한편으로 지주들이 농민의 땅을 자신의 땅으로 신고해 농민의 땅을 빼앗았다는 주장은 부윤과 군수가 선정하여 임명한 지주대표들이 자의적으로 토지신고서를 작성한 데서 유래한 것이다. 그러나 현존하는 김해군의 토지신고서에 의하면 지주총대들의 경제적 지위는 보잘 것 없었다. 지주총대는 실권이 있는 자리가 아니었으며, 그들에 의해 자의적으로 소유권이 조작되었다고 보기는 어렵다.
오히려 토지조사사업의 문제점으로는 소작인들이 가지고 있었던 경작권이 부정당했다는 점에 있다. 조선시대에는 지주라 하더라도 소작인이 지주의 땅에서 경작할 수 있는 권리를 함부로 빼앗을 수 없었다. 그러나 토지조사사업에서 지주의 토지 소유권은 대체로 인정되었지만 소작인의 경작권은 권리로서 인정되지 않았다.  따라서 지주에 비해 소작인들의 협상력이 추락하는 결과를 낳게 되었고, 상대적으로 지주의 권리는 강화되어 부농과 빈농으로서의 농민 분화의 계기가 되었다.
토지조사사업의 또 다른 논쟁점은 국유지에 대한 처분이다. 임진왜란 이후의 조선의 토지 소유에서 나타나는 특징 중 하나는 왕실 보유 토지가 두드러지는 비중을 차지한다는 것이다. 이를 궁방전이라 하는데, 임진왜란 이후 국가 재정이 궁핍해져 왕실이 크게 곤궁해지자, 황무지를 개간한 자가 그 땅에서 3년 간 농사를 지으면 소유권을 인정해주는 제도를 이용해 당시 전쟁으로 인해 발생한 주인 없는 황무지를 궁방전으로 편입하였다. 그런데 실제로는 이 땅에 대해서도 농민들이 이미 개간해 경작하고 있는 경우가 많아, 토지 분쟁이 발생했다. 그러자 조선 정부는 궁방전의 면세 혜택을 이용해 궁방전에 대한 소유권을 왕실에 두되, 농민들이 납부하는 소작료는 농민들이 자신의 땅을 경작할 때 납부하는 조세를 넘지 못하도록 하였다. 따라서 국가에서는 이를 국유지라고 인식하고 있었지만 농민들은 이를 자신의 땅이라고 인식하고 있었다. 그리고 토지 소유권을 명확히 규정해야 하는 토지조사사업에서 일제 역시 조선 정부의 그것을 따라 역둔토(궁방전 등의 국유지의 명칭이 대한제국에 들어와 역둔토로 변경되었다.)를 국유지로 보고 사업을 진행했지만 이 과정에서 실질적으로 역둔토의 주인이었던 조선 농민들의 반발에 부딪혔다. 실제로 토지조사사업에서 발생한 분쟁 중 대부분은 국유지에 대한 소유권 여부였다. 이에 대해서 기존의 연구에서는 많은 국유지가 실질 소유자의 의사와 관계없이 국유지로 편입되었다고 보고 있다.

## 사업의 결과
토지 조사 사업의 결과, 첫째로 조선 총독부와 일본인 사유에 의한 대지주의 출현을 보게 되었다. 이 중에는 한말부터 고리대 또는 상업자본에 의하여 농민으로부터 매수한 것도 있으나 대부분은 토지 조사 사업 이후 조선 총독부로부터 불하받은 것이었다.
둘째로 한국인 중에서도 근대적인 토지 소유권을 획득한 지주가 출현한 것이다. 셋째는 영세 소작농이 출현하게 되었으며, 세습적인 경작권을 빼앗기고 비참한 생활로 빠져 들어갔다. 1924년의 통계에 의하면 전 농가 2백 72만 8천 9백 21호 중 1년에 수지가 적자인 농가는 1백 27만 3천 3백 26호로 64.6%가 매년 빚을 지고 살아야만 하였다.
이같이 토지 조사 사업의 결과 일본인을 위시한 소수의 지배계급이 대부분의 토지를 근대적인 형태로 소유하고 지금까지 실제로 토지를 소유해 왔던 수백 만의 농민의 토지에 대한 권리를 잃고 소작인으로 전환되어 때로는 화전민으로 혹은 자유노동자로 전락하는 비극을 조장하였다.